# Steve Holland
Steve Holland (sinh ngày 30 tháng 4 năm 1970) là một huấn luyện viên bóng đá người Anh, hiện đang là huấn luyện viên của câu lạc bộ J1 League Yokohama F. Marinos. Trước đây, Holland từng là trợ lý huấn luyện viên cho Gareth Southgate tại đội tuyển quốc gia Anh.

## Danh hiệu
Chelsea
- FA Cup (1): 2011–12
- UEFA Champions League (1): 2011–12
- UEFA Europa League (1): 2012–13
- Football League Cup (1): 2014–15
- Premier League (1): 2014–15
- Premier Reserve League (1): 2010-11
- Á quân UEFA Super Cup: 2013, 2014
- Á quân FIFA Club World Cup: 2013

U21 Anh
- Toulon International Tournament (1): 2015-16